# Terrine
Le mot terrine peut désigner :
- un récipient en terre cuite, destiné spécifiquement à la cuisson de certaines préparations, comme la daubière en Provence et le Baekeoffe en Alsace. Il se compose de deux pièces, le récipient proprement dit et couvercle. Les terrines à pâtés ont d'abord eu une fonction utilitaire en cuisine et étaient très en vogue au XVIIIe siècle. On reproduisait des oiseaux, canards, lièvres ou lapins. De la cuisine, elles sont passées à la salle à manger comme objets décoratifs. Les fabriques de Strasbourg, Nevers, Rouen, Sceaux et Baudour ont toutes réalisé des faïences de terrines en deux pièces ;
- la terrine, une préparation culinaire ayant subi une cuisson (en général, dans un four) et présentée dans un récipient en terre cuite du même nom, comme les terrines de viandes, poissons, légumes (variante des pâtés).

Parfois, un même nom désigne à la fois le récipient et la spécialité gastronomique dans lequel elle est cuisinée : baeckeoffe alsacien, tajine maghrébin.

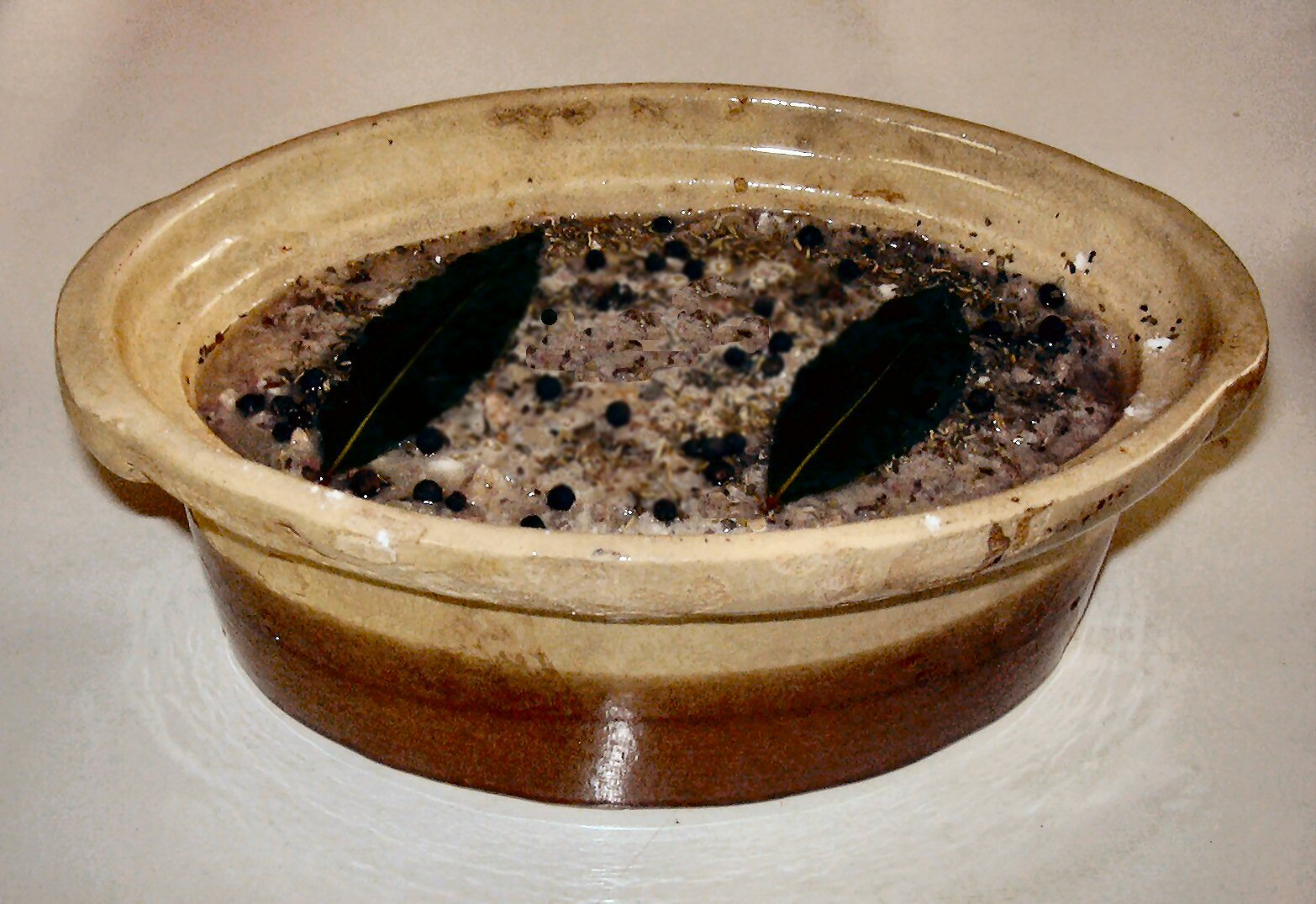
Terrine de foies de volaille.

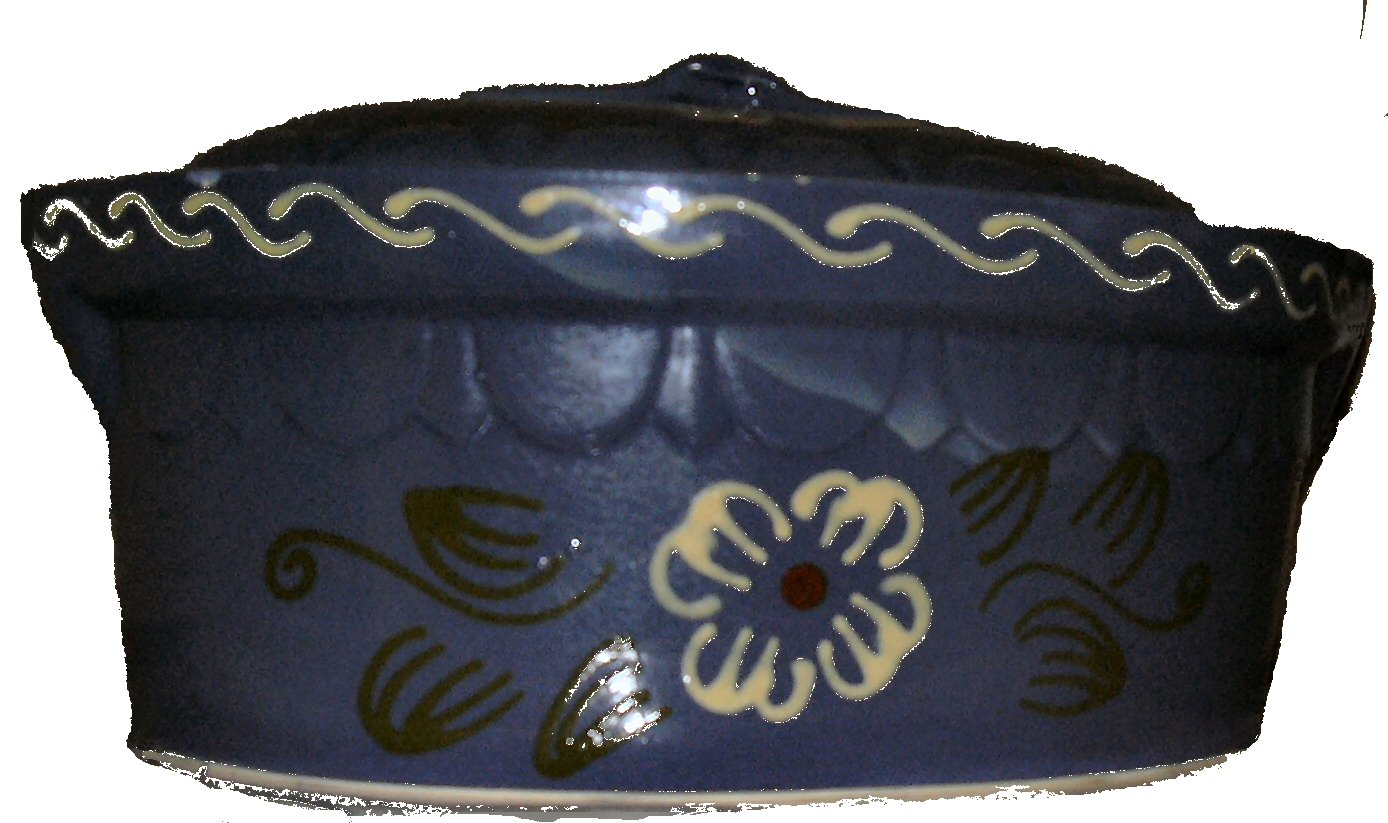
Baekeoffe.

Parfois, la terrine est vendue avec le pâté, en vente au consommateur ou en rayon traiteur, jetable ou réutilisable. C'est alors un emballage soumis aux exigences Point vert dans certains pays européens.